# Luca 1

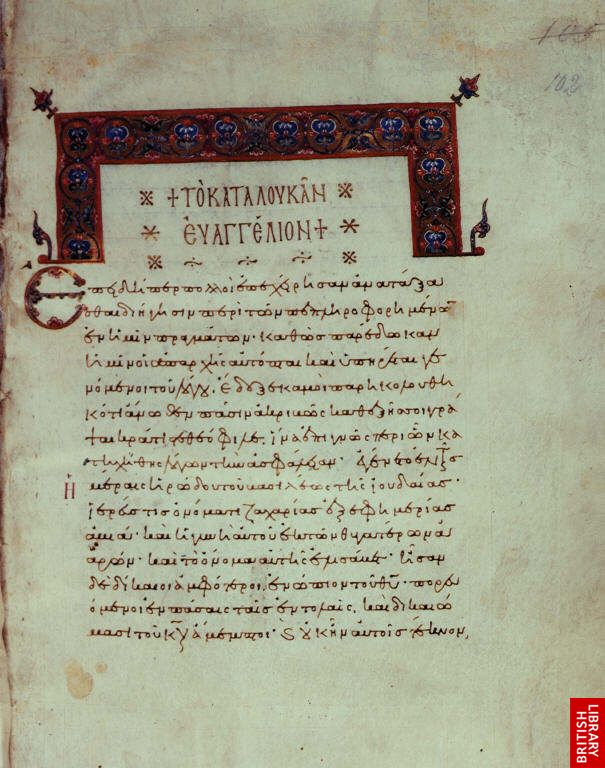
L'inizio del vangelo secondo Luca (1,1-7a), folio 102 nella Minuscola 481, X secolo

Luca 1 è il primo capitolo del vangelo secondo Luca nel Nuovo Testamento. Coi suoi 80 versetti è uno dei più lunghi capitoli del Nuovo Testamento. Questo capitolo descrive gli eventi relativi alla nascita di Gesù. L'autore del vangelo cita come destinatario un certo Teofilo che, per quanto sia una persona sconosciuta ad oggi, sembra essere stato un personaggio reale interessato a conoscere la storia di Gesù, forse già battezzato dal momento che  theo philus in greco sono le parole per indicare "che ama Dio". Gli Atti degli Apostoli sono pure dedicati a Teofilo. Il titolo "Vangelo di Luca", che si trova in molte Bibbie ed in alcuni manoscritti antichi, venne aggiunto successivamente come indicazione però non esistente nella parte originale del testo, il quale appare però anonimo. La tradizione cristiana ha attribuito il testo a San Luca evangelista, il quale per l'appunto sarebbe stato anche l'autore degli Atti degli Apostoli.

## Testo

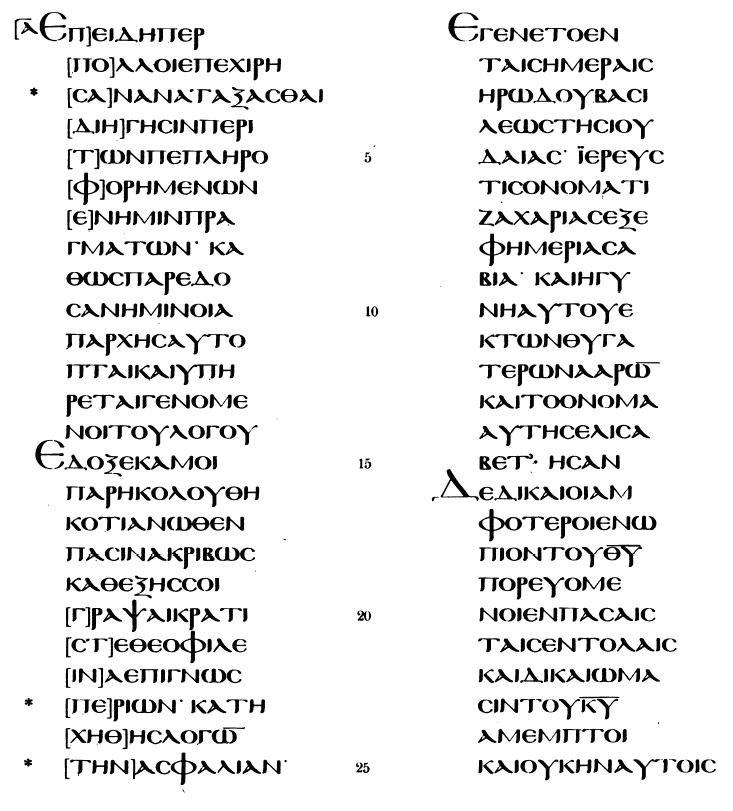
Luca 1,1-7 nel Codex Nitriensis (c. 550).

Il testo originale venne scritto in greco antico. Questo capitolo è diviso in 80 versetti.

### Testimonianze scritte
Tra le principali testimonianze documentali di questo capitolo vi sono:
- Papiro 4 (150-175; versetti 58-59; 62-80)[5]
- Papiro 75 (175-225)
- Codex Vaticanus (325-350)
- Codex Sinaiticus (330-360)
- Codex Bezae (~400)
- Codex Washingtonianus (~400)
- Codex Alexandrinus (400-440)
- Codex Ephraemi Rescriptus (~450; versetti 3-80)
- Papiro 42 (VI/VII secolo; versetti 54-55 in greco; versetti 46-51 in copto)
- Minuscolo 481 (X secolo)

## Prologo

### Versetti 1–4
Poiché molti han posto mano a stendere un racconto degli avvenimenti successi tra di noi, come ce li hanno trasmessi coloro che ne furono testimoni fin da principio e divennero ministri della parola, così ho deciso anch'io di fare ricerche accurate su ogni circostanza fin dagli inizi e di scriverne per te un resoconto ordinato, illustre Teòfilo, perché ti possa rendere conto della solidità degli insegnamenti che hai ricevuto.
La narrazione ha la pretesa di essere una storia accurata dedicata a Teofilo al quale già è stato detto di Gesù, col pretesto di confermarne ancor più la fede.
Luca dice chiaramente che vi sono altri racconti della vita di Gesù che già circolano all'epoca della sua trascrizione. Il biblista luterano Johann Albrecht Bengel pensa che il vangelo secondo Marco sia il testo che Luca abbia letto per la sua composizione, ma non certamente quelli di Matteo o di Giovanni. Luca dice inoltre di non essere testimone oculare di quanto accaduto ma che ciò che egli narra appartiene ad un'altra generazione di testimoni diretti a cui egli si è rivolto per la composizione. Alcuni hanno fatto notare come Luca lasci intendere di aver attinto le proprie informazioni dagli apostoli, in quanto la tradizione vuole che san Luca fosse stato discepolo di San Paolo. Luca, ad ogni modo, non è esplicito sui suoi rapporti con gli apostoli di Gesù, ma piuttosto dice di aver attinto ad altre informazioni che egli ha ricercato accuratamente.. Alcune sezioni degli Atti degli Apostoli, ad ogni modo, correlano alcuni atti a quanto detto da san Paolo; se si ritiene quindi san Luca l'autore sia del vangelo che degli Atti, si può desumere che egli si sia rifatto a quanto testimoniato da Paolo di Tarso.
Secondo il teologo francescano Robert J. Karris, "Luca è il solo a introdurre il suo lavoro con la premessa di una frase finemente pensata in greco." La prima frase ci consegna non solo il motivo per cui quel vangelo è stato scritto, ma anche per chi e con quale scopo. Luca utilizza la parola epeidēper per dare inizio al volume, una parola che letteralmente si trova solo qui in tutta la Bibbia in greco. Egli utilizza la parola diēgēsis per "resoconto", quasi che la sua sia una narrazione personale, ma assume ben altro carattere quando viene comparata ad altri autorevoli testi dell'epoca come quello di Giuseppe Flavio: il vangelo sembra quindi una narrazione precisa, pianificata. Luca utilizza la parola καθεξης (kathexēs) per "racconto ordinato", ovvero articolato correttamente a livello logico, spaziale e cronologico. Karris suggerisce che l'uso delle medesime parole negli Atti degli Apostoli indica che Luca stava componendo con sequenza logica, nell'intento di mostrare il compiersi del volere di Dio nella figura di Gesù. Molti studiosi hanno visto dei paralleli con gli scritti degli storici greci Erodoto e Tucidide oltre che con manuali e trattati scientifici del mondo ellenistico.

## I genitori di Giovanni il Battista

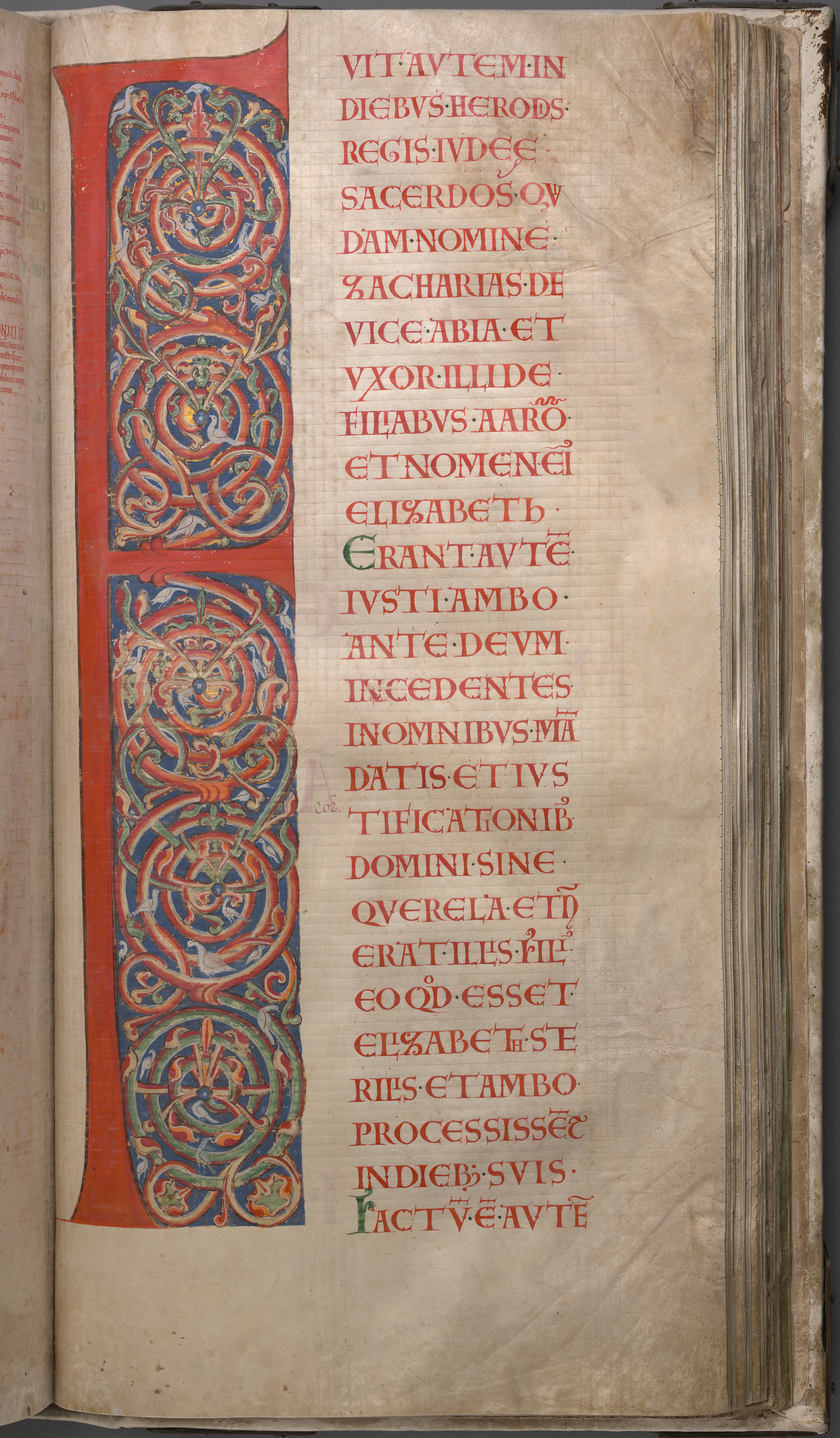
Il testo latino di Luca 1,5-8 nel Codex Gigas (XIII secolo).

Luca inizia da subito a mostrare ciò che pensa del compimento delle promesse di Dio. Egli da la descrizione dei genitori di Giovanni il Battista, Zaccaria, un sacerdote di Abia, e di sua moglie Elisabetta, una discendente di Aronne. Entrambi sono anziani e non hanno figli. Luca dice che tutto ciò accadeva durante il regno di "Erode re di Giudea" (Luca 1,5), che quasi certamente fa riferimento a Erode il Grande.
Zaccaria è ancora in servizio e si reca quotidianamente al tempio ad accendere l'incenso. Al tempo, i sacerdoti prestavano servizio diretto al tempio due sole settimane all'anno, facendo a turno con altri sacerdoti. Luca usa la parola εγενετο δε (egeneto de, "...accadde...") per indicare come egli fosse in servizio all'epoca. Alcuni studiosi hanno visto qui Luca imitare lo stile dei Septuaginta per rendere il libro più simile alle scritture ebraiche. La maggioranza delle traduzioni attuali, ad ogni modo, hanno modificato questa traduzione on "era".
L'arcangelo Gabriele gli appare e gli riferisce che presto avrà un figlio, che egli chiamerà Giovanni ed al quale non dovrà permettere di bere alcolici, e che quello sarà "sarà pieno di Spirito Santo." Il Libro dei Numeri (6,3) prescriveva l'astinenza dall'alcool come richiesto ai nazirei. Zaccaria ha dei dubbi e Gabriele gli si rivela per il messaggero di Dio quale egli è. Zaccaria lascia il tempio, incapace di parlare, e si porta a casa. Elisabetta rimane ben presto incinta. È lei a dire: "Ecco che cosa ha fatto per me il Signore, nei giorni in cui si è degnato di togliere la mia vergogna tra gli uomini" dal momento che l'infertilità era spesso vista come un segno negativo del Signore.
Luca inizia il suo racconto nel tempio e lo termina nel tempio in Luca 24,53; Zaccaria non è in grado di parlare, il che contrasta apertamente con la buona novella annunciata da Gesù in tutto il vangelo.
Vi è dibattito sulla storicità di queste informazioni, dal momento che gli scettici si sono scagliati nei secoli contro l'apparizione dell'angelo e l'intervento di Dio nella storia. Credenti o meno, è ad ogni modo possibile che i genitori di Giovanni il Battista fossero senza figli e che si trovassero in età avanzata. Del resto, storie simile ricorrono anche nell'Antico Testamento per la nascita di Sansone nel Libro dei Giudici (13,2-5), come per Samuele (1 Sam). Luca sembra quindi seguire la strada del Vecchio Testamento per portare una nuova storia. Questa sequenza si vede anche nella Genesi con Ismaele in Gen 16,11-12 e con Isacco in Gen 17,19. Abramo e Sara erano anch'essi senza figli e avanti con l'età per averne. Altro punto è che l'arcangelo Gabriele era già apparso da Daniele nel Libro di Daniele 9,21 per portare un annuncio di Dio.

## L'annunciazione

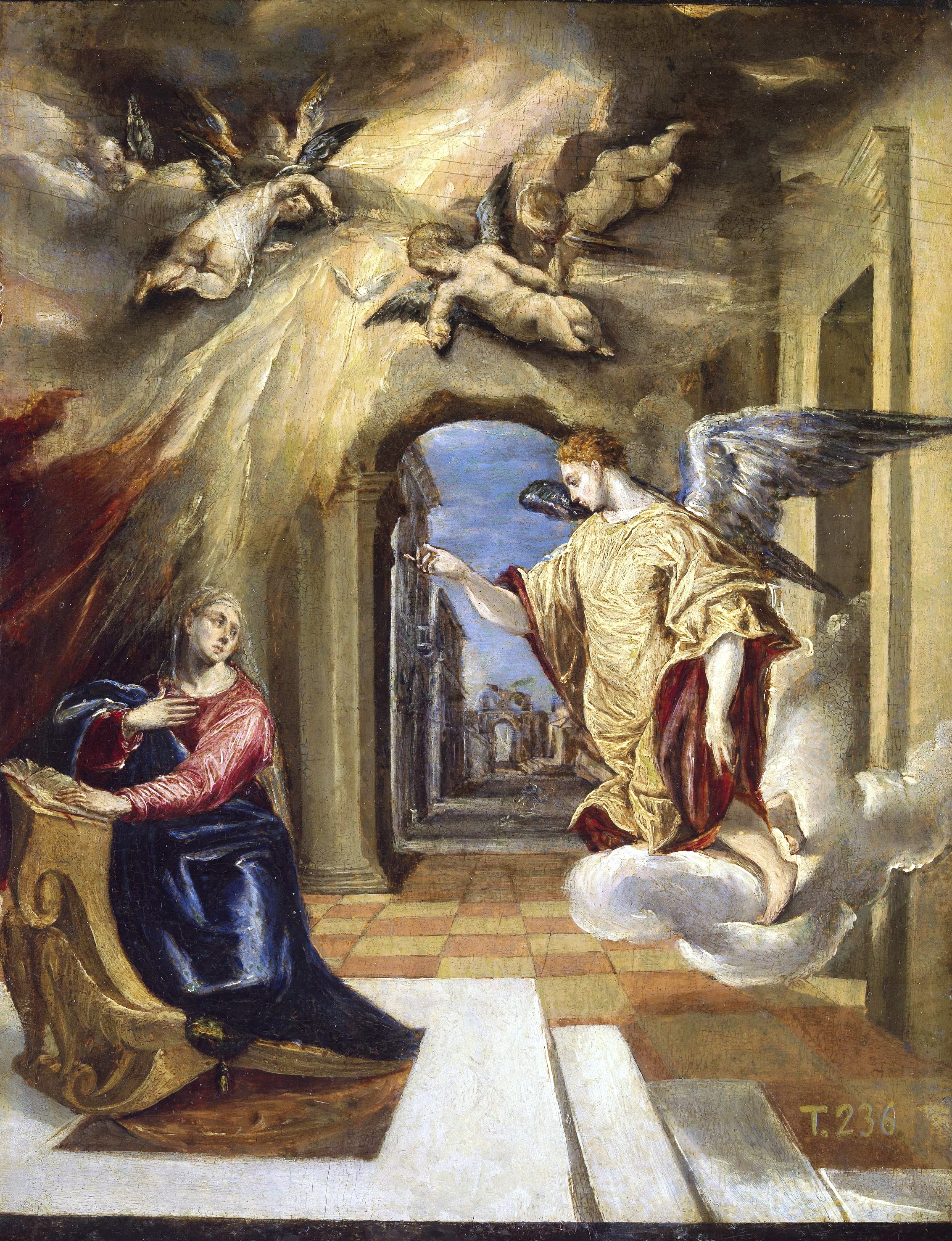
L'Annunciazione, di El Greco (completato nel 1575)

Luca quindi racconta la storia della visita di Gabriele a Maria, informandola del fatto che ben presto ella concepirà un bambino per opera di Dio. Il racconto differisce da Matteo 1,20, dove l'angelo non viene nominato ed appare a san Giuseppe dopo che egli ha scoperto che Maria è incinta. Gabriele, nel racconto di Luca, si porta a Nazareth e visita Maria, che Luca riporta essere sposata con Giuseppe. Il nome Maria significa "eccellenza", mente Giuseppe significa "Yahweh ne aggiunga".
Gabriele saluta Maria con la parola κεχαριτωμενη, kecharitōmenē, che significa favorita, piena di grazia, presumibilmente proveniente da dio. Il Textus Receptus ed alcuni manoscritti antichi aggiungono anche, "Benedetta sei tu tra le donne". Maria sembra inizialmente non capire perché ella debba sentirsi favorita, ma Gabriele le dice:
Non temere, Maria, perché hai trovato grazia presso Dio. Ecco concepirai un figlio, lo darai alla luce e lo chiamerai Gesù. Sarà grande e chiamato Figlio dell'Altissimo; il Signore Dio gli darà il trono di Davide suo padre 33 e regnerà per sempre sulla casa di Giacobbe e il suo regno non avrà fine (Luca 1,30-33)
Questo sembra seguire il medesimo schema dell'annuncio della nascita di Giovanni il Battista e come sempre riporta il compimento della promessa di Dio. Gesù significa "Dio che salva". Maria dice a Gabriele di essere vergine ma Gabriele dice che Dio le darà un figlio, e che questi sarà Figlio di Dio. Egli sottolinea dunque che anche una sua parente, Elisabetta, ormai anziana, porta già in grembo un figlio, e come "nulla sia impossibile a Dio." (Luca 1,37), per poi andarsene. Luca dice che Maria è vergine, e che anch'ella discende da Aronne (si era già detto che sua cugina Elisabetta era discendente da Aronne), ma egli dice di Gesù che erediterà il trono del "Padre", o di David. David non è discendente dalla linea di Aronne, il che indica che la madre di Maria era discendente da Aronne mentre suo padre era discendente di re David.
In Daniele 9,24-27, l'arcangelo Gabriele rivela una profezia su settanta settimane e sull'"Unto". Se una persona aggiunge 180 giorni tra il concepimento di Elisabetta e quello di Maria più altri 270 giorni della gravidanza più quaranta giorni di "purificazione" in Luca 2,22 ottiene 490 giorni, ovvero settanta settimane. Molti cristiani hanno visto tutto ciò come il compimento della profezia, ma gli scettici ritengono che Luca abbia costruito la storia sulla base della profezia stessa per dimostrarne la veridicità. La promessa di Dio di inviare un Messia della casa di David viene riportata in 2 Samuele, 7.
Significativo è il fatto che Luca riporti che Maria vivesse a Nazareth, un piccolo villaggio all'epoca dei fatti. La grazia di Dio è andata a posarsi su una giovane donna sconosciuta, nel pieno messaggio che poi lo stesso evangelista riproporrà in tutta la sua composizione, di come la grazia e i miracoli vadano a posarsi su persone "insignificanti".
Nelle parole dell'arcangelo, Luca dichiara sin da subito la natura divina di Gesù, sin dal momento dell'annuncio del suo concepimento.

## Maria ed Elisabetta

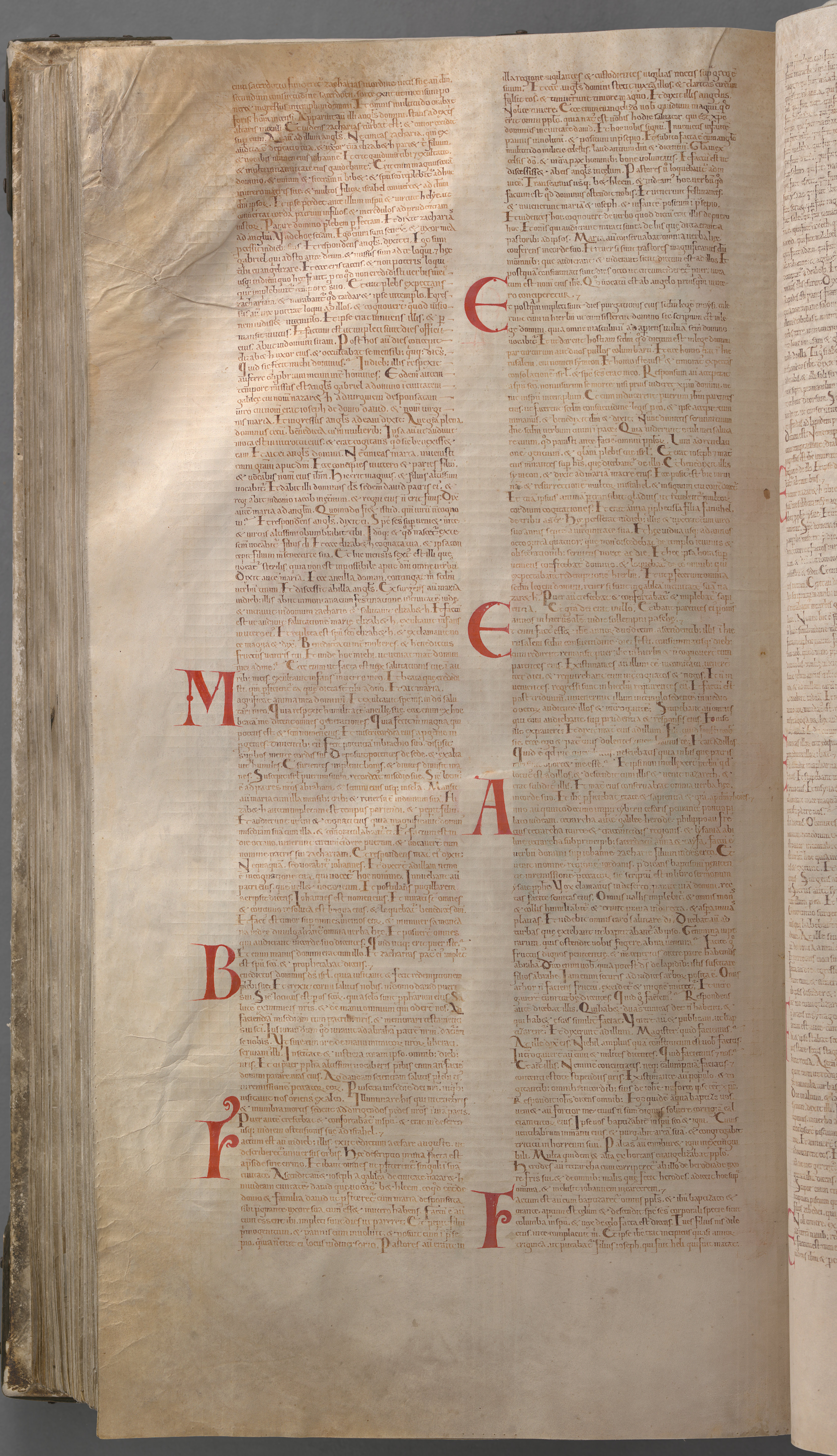
Il testo latino di Luca 1,8–3,23 nel Codex Gigas (XIII secolo).

Maria si porta quindi in visita a sua cugina Elisabetta. Dopo aver incontrato Maria incinta, Elisabetta sente che Giovanni si muove nel suo ventre ed è "pieno di Spirito Santo" (versetto 41). Questo può correlarsi a Genesi 25,22. Elisabetta accoglie Maria con queste parole: "Benedetta tu fra le donne e benedetto il frutto del tuo grembo!", parole che fanno eco alla dichiarazione di Mosè al popolo d'Israele in Deuteronomio 7,13: "[Dio] vi amerà e vi benedirà e vi moltiplicherà; Egli benedirà anche i frutti dei vostri grembi". Maria, nel suo Magnificat, rende lode a Dio: dapprima ringrazia Dio per aver favorito lei, "umile", e poi prega Dio per la "grazia" e l'"aiuto" al suo popolo. La grazia di Dio (το ελεος αυτου, to eleos autou) viene menzionata cinque volte nel Magnificat e nel Benedictus di Zaccaria. Molti vedono il Magnificat modellato sul Cantico di Anna presente in 1 Samuele 2,1-10.
Ai versetti 51-53, Luca utilizza il passato sei volte, implicando il fatto che la concezione di Gesù si sia compiuta o stia compiendo un'azione voluta da Dio. Questi versetti parlano della caduta dei ricchi e del trionfo dei poveri, frasi viste genericamente oppure come allusione a Israele ed al suo rapporto con gli occupanti Romani, di fede pagana. Alcuni hanno speculato sul fatto che ciò rappresenti la visione degli ebioniti. Maria menziona quindi Abramo, collegandosi ancora una volta con la vecchia alleanza stabilita da Dio con l'uomo nel Vecchio Testamento. Maria rimane nella casa di Elisabetta per tre mesi e se ne va poco prima della nascita di Giovanni. Alcuni hanno trovato improbabile che una giovane donna incinta si metta in viaggio per portarsi tra le colline sabbiose della Giudea, ma questo non è stato storicamente provato.

## La nascita di Giovanni il Battista
Amici e vicini si portano alla casa di Zaccaria quando nasce il bambino per assistere alla sua circoncisione e per sapere dal padre il nome del bambino. Zaccaria era rimasto completamente muto ed incapace di parlare dal momento dell'annuncio della sua imminente paternità. Egli scrive pertanto il nome del bambino perché sia noto a tutti e improvvisamente egli diviene "...pieno di Spirito Santo..." come sua moglie prima di lui. Decide di cantare una canzone, nota come Cantico di Zaccaria, pregando Dio. Luca dice a questo punto che Giovanni crebbe e si portò poi nel deserto, senza altri riferimenti alla sua persona. Brown vede in queste parole l'eco della nascita di Sansone narrata nel libro dei giudici 13,24-25 e di quella di Samuele in 1 Samuele 2,21. Karris vede il collegamento all'atto della circoncisione, come poi avverrà per Gesù in Luca 2, per mostrare come i due prima ancora che cristiani, adempissero ai doveri della religione ebraica, ovvero si attenessero ai dettami dell'antica alleanza di Dio con l'uomo: l'Antico Testamento.
La prima parte del cantico di Zaccaria prega Gesù che ancora non è venuto alla luce nei versetti 68–75. Egli dice "Benedetto il Signore Dio d'Israele, perché ha visitato e redento il suo popolo, e ha suscitato per noi una salvezza potente nella casa di Davide, suo servo, come aveva promesso per bocca dei suoi santi profeti d'un tempo: salvezza dai nostri nemici, e dalle mani di quanti ci odiano. Così egli ha concesso misericordia ai nostri padri e si è ricordato della sua santa alleanza, del giuramento fatto ad Abramo, nostro padre, di concederci, liberati dalle mani dei nemici, di servirlo senza timore, in santità e giustizia al suo cospetto, per tutti i nostri giorni", in riferimento a Salmi 89,17 e 92,10 (Miller 120). Successivamente il riferimento si sposta su Giovanni ai versetti 76–77, per poi tornare sulla figura di Gesù nei versetti 78–79. Raymond E. Brown ritiene che queste sessioni siano stati degli inni giudaico-cristiani separati, poi uniti da Luca nella composizione del suo vangelo. È tesi comune che il Magnificat, il Cantico e le due canzoni al capitolo 2, il Gloria in Excelsis Deo ed il Nunc dimittis, siano state aggiunte da Luca alla sua composizione originale traendole da una composizione di inni scritti in greco antico. Un numero minore di studiosi ritiene invece che il Magnificat ed il Cantico siano di provenienza ebraica, anche se gli inni ebraici solitamente riflettono la speranza del popolo di Dio nel futuro e nel compimento delle promesse fatte. Un altro gruppo minoritario di studiosi, riporta come questi inni fossero derivati da originali in aramaico o ebraico antico, ma non vi sono prove tangibili a tali affermazioni. Gli studiosi sono soliti ritenere questi scritti come primitivi e pertanto composti assieme ad altre cantiche nell'Antico Testamento, come riportato nella lettera ai Filippesi 2,6-11. David viene menzionato nella prima parte, e ancora una volta la figura di Gesù viene ricollegata la passato di Israele. Il canto si conclude con una nota di pace, un tema comune nello scritto lucano.
Secondo alcuni studiosi la principale fonte di Luca per questi eventi sarebbe il Documento Q, anche se le storie della nascita di Gesù e di Giovanni Battista non si trovano in esso né nel vangelo di Marco. Luca non parla della visita dell'angelo a Giuseppe, il che suggerisce che Matteo e Luca abbiano avuto fonti diverse per i loro scritti, o che Luca abbia avuto accesso ad entrambe le versioni ma, sapendo che quella di Matteo già circolava, abbia voluto completare ed approfondire l'evento narrato da Matteo. Se dunque il racconto di Luca fosse corretto, Gesù e Giovanni sarebbero da considerare cugini.